# Leichtathletik-Weltmeisterschaften 2009/Teilnehmer (Schweiz)
| Gelbes Symbol für Goldmedaillen mit stilisierten Olympischen Ringen | Graues Symbol für Silbermedaillen mit stilisierten Olympischen Ringen | Braundes Symbol für Bronzemedaillen mit stilisierten Olympischen Ringen |
| ------------------------------------------------------------------- | --------------------------------------------------------------------- | ----------------------------------------------------------------------- |
| —                                                                   | —                                                                     | —                                                                       |

Der Schweizer Leichtathletikverband Swiss Athletics stellte insgesamt 13 Teilnehmer bei den Leichtathletik-Weltmeisterschaften 2009 in Berlin.
Das Team blieb ohne Medaillen. Die besten Leistungen erzielten Nicole Büchler, welche im Stabhochsprung das Finale der besten zwölf Springerinnen nur knapp verpasste, sowie die Siebenkämpferin Linda Züblin mit dem 16. Rang.
Im Rahmen ihres Siebenkampfes erzielte Linda Züblin im Speerwurf mit einer Weite von 53,01 m einen neuen Schweizer Rekord, Nicole Büchler egalisierte im Stabhochsprung ihren eigenen Landesrekord von 4,50 m.

## Ergebnisse

### Männer

#### Laufdisziplinen
| Athlet                                                       | Disziplin | Vorlauf | Vorlauf | Viertelfinale      | Viertelfinale      | Halbfinale         | Halbfinale         | Finale             | Finale             |
| Athlet                                                       | Disziplin | Zeit    | Platz   | Zeit               | Platz              | Zeit               | Platz              | Zeit               | Platz              |
| ------------------------------------------------------------ | --------- | ------- | ------- | ------------------ | ------------------ | ------------------ | ------------------ | ------------------ | ------------------ |
| Cédric Nabe                                                  | 100 m     | 10,51 s | 50      | nicht qualifiziert | nicht qualifiziert | nicht qualifiziert | nicht qualifiziert | nicht qualifiziert | nicht qualifiziert |
| Marco Cribari                                                | 200 m     | 20,80 s | 14      | 20,81 s            | 21                 | nicht qualifiziert | nicht qualifiziert | nicht qualifiziert | nicht qualifiziert |
| Marc Schneeberger                                            | 200 m     | 20,76 s | 13      | 20,91 s            | 24                 | nicht qualifiziert | nicht qualifiziert | nicht qualifiziert | nicht qualifiziert |
| Amaru Reto Schenkel Marco Cribari Pascal Mancini Cédric Nabe | 4 × 100 m | 39,47 s | 12      |                    |                    | nicht qualifiziert | nicht qualifiziert | nicht qualifiziert | nicht qualifiziert |

#### Sprung/Wurf
| Athlet          | Disziplin  | Qualifikation | Qualifikation | Finale             | Finale             |
| Athlet          | Disziplin  | Weite/Höhe    | Platz         | Weite/Höhe         | Platz              |
| --------------- | ---------- | ------------- | ------------- | ------------------ | ------------------ |
| Daniel Schaerer | Diskuswurf | 58,50 m       | 27            | nicht qualifiziert | nicht qualifiziert |
| Stefan Müller   | Speerwurf  | 72,83 m       | 35            | nicht qualifiziert | nicht qualifiziert |

#### Zehnkampf
| Athlet       | Disziplin | 100 m   | Weit- sprung | Kugel- stoßen | Hoch- sprung | 400 m   | 110 m Hürden | Diskus- wurf | Stabhoch- sprung | Speer- wurf | 1500 m      | Punkte | Platz |
| ------------ | --------- | ------- | ------------ | ------------- | ------------ | ------- | ------------ | ------------ | ---------------- | ----------- | ----------- | ------ | ----- |
| Simon Walter | Ergebnis  | 11,05 s | 7,21 m PB    | 12,80 m       | 1,93 m       | 49,67 s | 14,83 s      | 42,48 m      | 5,00 m PB        | 54,91 m PB  | 5:01,12 min | 7649   | 30    |
| Simon Walter | Punkte    | 850     | 864          | 655           | 740          | 830     | 870          | 715          | 910              | 662         | 553         | 7649   | 30    |

### Frauen

#### Laufdisziplinen
| Athletin        | Disziplin    | Vorlauf | Vorlauf | Halbfinale         | Halbfinale         | Finale             | Finale             |
| Athletin        | Disziplin    | Zeit    | Platz   | Zeit               | Platz              | Zeit               | Platz              |
| --------------- | ------------ | ------- | ------- | ------------------ | ------------------ | ------------------ | ------------------ |
| Lisa Urech      | 100 m Hürden | 13,36 s | 28      | nicht qualifiziert | nicht qualifiziert | nicht qualifiziert | nicht qualifiziert |
| Patricia Bühler | Marathon     |         |         |                    |                    | 2:39:37 h          | 37                 |
| Marie Polli     | 20 km Gehen  |         |         |                    |                    | 1:36:44 h          | 25                 |

#### Sprung/Wurf
| Athletin       | Disziplin      | Qualifikation | Qualifikation | Finale             | Finale             |
| Athletin       | Disziplin      | Weite/Höhe    | Platz         | Weite/Höhe         | Platz              |
| -------------- | -------------- | ------------- | ------------- | ------------------ | ------------------ |
| Nicole Büchler | Stabhochsprung | 4,50 m NR     | 15            | nicht qualifiziert | nicht qualifiziert |

#### Siebenkampf
| Athletin     | Disziplin | 100 m Hürden | Hochsprung | Kugelstoßen | 200 m   | Weitsprung | Speerwurf  | 800 m       | Punkte | Platz |
| ------------ | --------- | ------------ | ---------- | ----------- | ------- | ---------- | ---------- | ----------- | ------ | ----- |
| Linda Züblin | Ergebnis  | 13,75 s SB   | 1,62 m     | 13,16 m PB  | 25,04 s | 5,69 m     | 53,01 m NR | 2:17,01 min | 5934   | 16    |
| Linda Züblin | Punkte    | 1014         | 759        | 738         | 883     | 756        | 919        | 865         | 5934   | 16    |